# Будинок Булавіна
Будинок Кіндрата Булавіна (рос. Дом Булавина)  — історична будівля, що перебуває недалеко від головної площі Старочеркаської, практично напроти Петропавловської церкви.

## Опис
Вважається, що в ньому проживав і загинув лідер селянської війни 1707-1709 років Кіндрат Булавін. Будинок не був його власністю. Він зайняв його після того, як у 1708 році взяв Черкеськ і проголосив себе отаманом.
Будинок є пам'яткою кам'яної житлової архітектури першої половини XVIII століття. Будівля квадратної форми, стіни товщиною близько метра, склепінчасті стелі, гратчасті вікна, металеві двері — все це ознаки дому-фортеці.
З часів Жовтневої революції будівля поступово приходило в запустіння, його обладнали спотворюють первісного вигляду прибудовами.
У 1970-ті роки будівлю стало частиною Старочеркасского музею-заповідника, були проведені реставраційні та відновлювальні роботи. Але за зразок був узятий не первісний вигляд, а вид середини XIX століття.
Під час Булавіна — між XVII і XVIII століттями на ньому не було зовнішніх сходів і ґанків на другому поверсі, а також металевої конструкції по периметру другого поверху. Дані фасадні прибудови могли лише допомогти нападникам при облозі цього будинку-фортеці. У той час стіни були рівними без всяких прибудов, а для переходу з одного поверху на інший використовували внутрішні сходи.
У наші дні в будівлі розташовуються музейні експозиції.